# Trucco della sostituzione
Il trucco della sostituzione detto anche trucco con arresto e sostituzione  è una tecnica cinematografica di ripresa e montaggio.
Utilizzata soprattutto nel cinema delle origini e prima dell'avvento delle tecniche digitali, consiste nella creazione di un effetto speciale grazie alla momentanea interruzione della ripresa, fermando la cinepresa, modificando durante la pausa parte dei soggetti dell'inquadratura, e quindi riprendendo a girare. In questo modo si crea un cambiamento nell'inquadratura (sempre fissa) in grado di simulare apparizioni, sparizioni e trasformazioni. Successivamente in laboratorio la ripresa viene poi rimontata sul negativo attraverso un collage e il taglio delle code di ripresa, unendo l’ultimo fotogramma valido impressionato prima dell’arresto con il primo valido dopo la sostituzione, in modo da rendere repentina e senza "buchi di ripresa" la sostituzione dei soggetti o la loro scomparsa. È considerato il primo effetto speciale realizzato per il cinema, oltre ad avere richiesto per la prima volta anche le tecniche del montaggio e taglio meccanici per fini artistici ed effettistici.

## Storia
Presente in una versione primitiva e imperfetta nel corto del 1895 The Execution of Mary, Queen of Scots di Alfred Clark, l'effetto fu sviluppato e disciplinato da George Méliès che ne fece largo uso, tanto da venire riconosciuto come una delle principali caratteristiche della sua cifra artistica. Fu utilizzato per la prima volta nel 1896 nel film  "Escamotage d’une dame chez Robert-Houdin” (Sparizione di una signora al Robert-Houdin). La scena fu realizzata appunto nel teatro Robert-Houdin , di proprietà dello stesso Méliès, dove andava in scena con i suoi spettacoli di magia. In questa sequenza il "mago" interpretato da Méliès, grazie a plurimi fermo immagine e al trucco dell'arresto e sostituzione, fa scomparire e riapparire una donna (la futura moglie, l'attrice Jeanne d'Alcy), trasformandola poi in uno scheletro. Il procedimento consisteva nel fermare la ripresa, togliere dall’inquadratura il personaggio e riprendere a girare con la scena priva del soggetto “scomparso”. La stessa tecnica è usata per far comparire nuovamente la signora e anche per l'inaspettata sostituzione con lo scheletro.
A proposito di un fortunato "incidente" che provocò l'intuizione di tale effetto, lo stesso Méliès ebbe a dichiarare: “È molto semplice. Un arresto della macchina da presa di cui mi servivo agli inizi (un apparecchio rudimentale in cui la pellicola si strappava o si attorcigliava spesso e quindi lo bloccava) un giorno in cui fotografavo prosaicamente la Place de l’Opéra ha prodotto un effetto inatteso. Fu necessario un minuto per sbloccare la macchina e rimetterla in moto. Durante questo minuto, i passanti, gli omnibus, le vetture, avevano cambiato di posto, naturalmente. Proiettando la pellicola, che era riattaccata al punto della rottura, vidi un omnibus cambiarsi istantaneamente in carro funebre e degli uomini diventare donne. Il trucco a sostituzione, detto anche trucco con arresto, era così inventato e due giorni dopo realizzavo le prime metamorfosi di uomini in donne. le prime sparizioni improvvise destinate poi ad avere così grande successo”.
L'effetto fu abbondantemente usato come tecnica di effetto speciale fino all'avvento degli effetti digitali ed è anche alla base dello sviluppo delle tecniche del fermo immagine e dello "stop motion" e della nascita del "montaggio cinematografico". La tecnica è ben descritta anche nello svolgimento del film Hugo Cabret di Martin Scorsese.